# Tulipa agenensis
Tulipa agenensis DC. – gatunek rośliny z rodziny liliowatych. Rośnie dziko w Iranie, Izraelu, Jordanii, Libanie, Syrii, Turcji i na Cyprze (tutaj jako gatunek introdukowany). Jest uprawiany w niektórych krajach. Przez ogrodników jest zaliczany do 15. grupy tulipanów zwanych tulipanami botanicznymi. Najprawdopodobniej Tulipa agenensis był pierwszym, lub jednym z pierwszych gatunków tulipanów sprowadzonych do Europy w połowie XVI wieku. Łacińską nazwę nadał mu Augustin Pyramus de Candolle i pochodzi ona od francuskiego miasta Agen.

## Charakterystyka
Łodyga wzniesiona, prosta, dość gruba, naga, o wysokości do 40 cm.  Ulistnienie skrętoległe, liście duże, bezogonkowe, lancetowate ze spiczastym wierzchołkiem, pokryte woskowym nalotem. Jest ich kilka. Mają długość do 25 cm i szerokość 2,5–4 cm. Na łodydze wyrasta jeden tylko, duży, czerwony kwiat. Trzy zewnętrzne płatki okwiatu są eliptyczne, wydłużone z ostrym wierzchołkiem. Ich długość wynosi 4–9 cm i jest trzykrotnie większa od szerokości, wynoszącej 2–3 cm. Trzy wewnętrzne płatki mają długość 3–7 cm i szerokość 2–3 cm. Jest to cecha charakterystyczna dla tego gatunku. Na wewnętrznej stronie płatków występują bardzo ciemne plamy, dochodzące do 1/3 lub 1/2 długości płatka. Pod ziemią duża cebula okryta suchą łuską. Owocem jest torebka.
Geofit cebulkowy. Rośnie w zbiorowiskach roślinnych typu makia, garig i frygana. W Izraelu kwitnie od lutego do kwietnia.

## Udział w kulturze
Znawcy roślin biblijnych twierdzą, że tulipany wymienione są w biblijnej Pieśni nad Pieśniami, chociaż nie pod obecną nazwą botaniczną. W wersecie 2,2 kryją się pod słowem tłumaczonym w Biblii Tysiąclecia jako lilia, w wersecie 2,12 opisane są hebrajskim słowem nișșänîm (w języku arabskim nissan). Słowo to oznacza miesiąc wiosenny, ale również grupę roślin o czerwonych kwiatach, które w tym miesiącu kwitną. Hebrajska nazwa pierwszego miesiąca w kalendarzu żydowskim – nisan pochodzi właśnie od czerwonych kwiatów tych roślin: nișșänîm oznacza „kwitnący czerwono”. W rzeczywistości w obydwu tych wersetach chodzi o czerwono zakwitające wiosną pospolite w Izraelu gatunki roślin o okazałych czerwonych kwiatach. W grę wchodzą: zawilec wieńcowy, jaskier azjatycki, mak polny i tulipany: tulipan górski i Tulipa agenensis (obydwa występują we florze Palestyny).

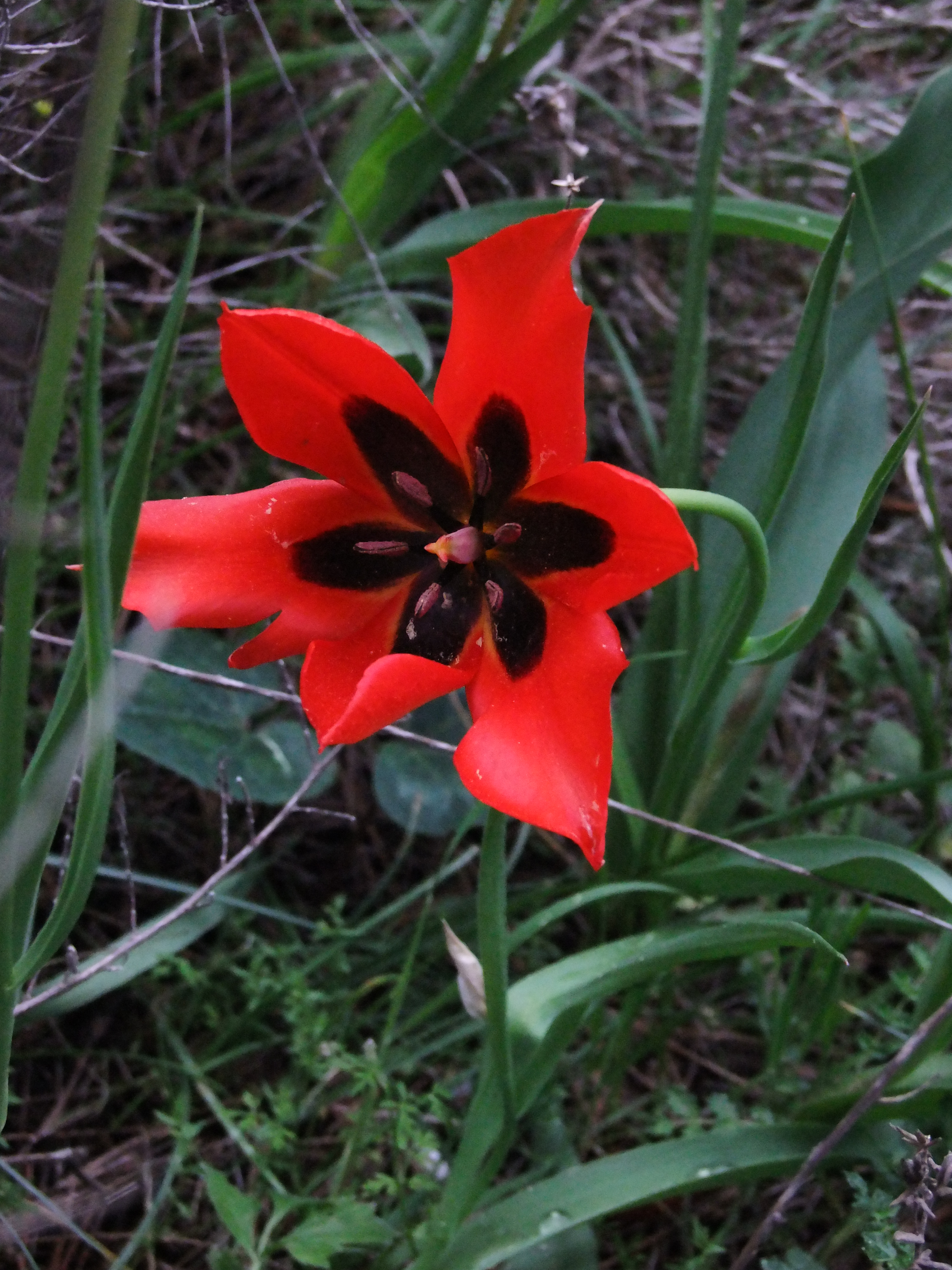
Płatki mają wewnątrz ciemne plamy